# Лоратадин
Лоратадин је лек из групе антихистаминика који се користи у ублажавању симптома сезонске поленске алергије. Производи га више компанија и на тржиште пласира под именима: , као и под генеричким називима.

Осим у основном облику, доступан је и његов активни метаболит - деслоратадин - као и препатати који комбинују лоратадин са деконгестивом псеудоефедрином.

## Доступни облици и примена
Лоратадин је доступан у таблетама и као суспензија за оралну примену. У комбинацији са псеудоефедрином најчешће се јавља у виду таблета са продуженим ослобађањем компоненте (Clarinase®, Claritine-D®). Већина препарата лоратадина може се издавати без лекарског рецепта, али је пре примене неопходно консултовати лекара. Дневна доза углавном не прелази 10 mg, са посебним акцентом на редовну примену ради постизања жељених ефеката.

## Механизам дејства
Лоратадин је снажан трициклични антихистаминик који испољава селективно антагонистичко дејство на периферне H1-рецепторе. Овим инхибира дејство хистамина које тело ослобађа у склопу алергијске реакције притом ублажавајући или потпуно елиминишући симптоме алергијског ринитиса. Како не доспева у великој мери у централни нервни систем, примена лоратидина најчешће не изазива поспаност.
По уносу, лоратадин се брзо апсорбује из гастро-интестиналног тракта након чега се везује за протеине плазме. Његов метаболит, деслоратадин, такође је активан али се слабије везује за протеине плазме. Осим овог примарног, лоратадин има више метаболита, од којих поједини имају полувреме елиминације и од 28 сати у поређењу са његових 8 сати. Ипак, уносом само једне таблете дневно, обезбеђује се жељени дуготрајан учинак веома брзог дејства. Лоратадинови метаболити излучују се подједнако путем урина и фецеса.

## Нежељени ефекти
Лоратадин се веома добро подноси и нежељени ефекти су ретки. Уколико се јаве, могу бити у виду сувоће уста, пролазног умора или поспаности, главобоље или блажих стомачних тегоба.
Препарати који садрже псеудоефедрин код неких пацијената могу да изазову несаницу као и раздражљивост, поготову код млађе деце.